# Лебедянский, Михаил Сергеевич
Михаил Сергеевич Лебедянский (28 августа 1939 — 13 сентября 2019) — советский и российский искусствовед, автор многих книг по истории западноевропейского, русского и советского искусства, доктор искусствоведения, профессор, почётный член Российской академии художеств, заслуженный деятель искусств РСФСР (1990).

## Биография
Михаил Лебедянский родился 28 августа 1929 года в Москве, в семье государственного служащего и библиотекаря. В 1960 году окончил постановочный факультет Школы-студии МХАТ, а в 1969 году — отделение искусствоведения исторического факультета Московского государственного университета имени М. В. Ломоносова.
С 1973 года Михаил Лебедянский был секретарём правления Союза художников РСФСР, также работал начальником исполкома культуры города Москвы. В 1974 году он защитил кандидатскую диссертацию по теме «О проблеме национальных традиций в советском искусстве: на материале живописи первого послереволюционного десятилетия» и получил учёную степень кандидата искусствоведения.
В 1983—2001 годах Лебедянский был главным редактором издательства «Изобразительное искусство». В 1987 году он защитил докторскую диссертацию по теме «Основные проблемы становления и развития русской советской живописи 1917—1941 гг.» и получил учёную степень доктора искусствоведения. В 1990 году ему было присвоено звание заслуженного деятеля искусств РСФСР.
Впоследствии Лебедянский работал проректором по международной деятельности Российской академии живописи, ваяния и зодчества, основанной Ильёй Глазуновым, а также был председателем совета по изобразительному искусству Центрального дома работников искусств в Москве. Ему были присвоены звания профессора и почётного члена Российской академии художеств.
Михаил Лебедянский написал ряд монографий, посвящённых портретному творчеству Рафаэля, Тициана, Франческо Пармиджанино, Аньоло Бронзино, Яна Вермеера, Питера Пауля Рубенса, Пьера Огюста Ренуара и Бориса Кустодиева. Отдельные публикации посвящены творчеству гравёра Алексея Зубова, скульптора Олега Комова, а также истории советского изобразительного искусства с 1917-го по 1930-е годы. За изданную в 2004 году книгу «Алексей Зубов. Первый видописец Санкт-Петербурга» Лебедянский был награждён серебряной медалью Российской академии художеств.
Скончался 13 сентября 2019 года.

## Государственные награды
- Медаль «За доблестный труд» («В ознаменование 100-летия со дня рождения Владимира Ильича Ленина», 1970)
- Орден «Знак Почёта» (1971)
- Медаль «Ветеран труда» (1989)
- Медаль «В память 850-летия Москвы» (1997)
- Орден Дружбы (1999)

## Сочинения М. С. Лебедянского
- Гравёр Петровской эпохи Алексей Зубов. Москва, Искусство, 1973
- Советская русская живопись первого Октябрьского десятилетия. Вопросы становления. Ленинград, Художник РСФСР, 1977
- России строгие черты. Ленинград, Художник РСФСР, 1978
- Алексей Зубов. Ленинград, Художник РСФСР, 1981
- Становление и развитие русской советской живописи. 1917 — начало 1930-х гг. Ленинград, Художник РСФСР, 1983
- Портреты Рафаэля. Москва, Изобразительное искусство, 1983; 2-е издание: 1988, ISBN 5-85200-094-9
- Живопись, рождённая Октябрем. Становление и развитие социалистического реализма в русской советской живописи, 1920—1930-е гг. Москва, Искусство, 1986
- О. К. Комов. Памятник А. В. Суворову в Москве. Ленинград, Художник РСФСР, 1987
- Рафаэль. Москва, Изобразительное искусство, 1987; 2-е издание: 1995, ISBN ISBN 5-85200-215-1; 3-е издание: 2000, ISBN 5-85200-347-6
- Памятник А. В. Суворову (скульптор О. К. Комов). Москва, Московский рабочий, 1989, ISBN 5-239-00170-7
- Портреты Рубенса. Москва, Изобразительное искусство, 1991, ISBN 5-85200-123-6; 2-е издание: 1993, ISBN 5-85200-144-9
- Портреты Ренуара. Москва, Изобразительное искусство, 1998, ISBN 5-85200-359-X
- Русская живопись 1920—1930-х годов. Москва, Искусство, 1999, ISBN 5-210-01382-0
- Алексей Зубов. Первый видописец Санкт-Петербурга. Москва, Белый город, 2004, ISBN 5-7793-0459-9
- Портреты Тициана. Москва, Белый город, 2009, ISBN 978-5-7793-1777-1
- Портреты Кустодиева. Москва, Белый город, 2013, ISBN 978-5-7793-4250-6
- Портреты Пармиджанино. Живописец прекрасного. Москва, Белый город, 2016, ISBN 978-5-7793-4737-2
- Портреты Бронзино. Москва, Белый город, 2017, ISBN 978-5-7793-5056-3
- Портреты Вермеера. Москва, Белый город, 2018, ISBN 978-5-7793-5259-8
- Портреты Фрагонара. Москва, Белый город, 2023, ISBN 978-5-3590-1485-4